# La Torre de les Maçanes
La Torre de les Maçanes község Spanyolországban, Alicante tartományban. Lakosainak száma 744 fő (2024). La Torre de les Maçanes Alcoy, Benifallim, Penàguila, Relleu és Jijona községekkel határos.

## Népesség
A település lakosságának változását az alábbi diagram mutatja:
| Lakosok száma | 703  | 717  | 733  | 742  | 802  | 743  | 727  | 661  | 681  | 744  |
|               | 2001 | 2004 | 2006 | 2009 | 2011 | 2014 | 2016 | 2019 | 2021 | 2024 |